# Buster Crabbe
Ne doit pas être confondu avec Lionel « Buster » Crabb.
Pour les articles homonymes, voir Crabbe.
Clarence Linden Crabbe II, dit Buster Crabbe ou Larry « Buster » Crabbe (né le 7 février 1908 à Oakland et mort le 23 avril 1983 à Scottsdale), est un nageur et acteur américain.

## Biographie
Après sa courte carrière sportive, Buster Crabbe se lance, dès 1933, dans le cinéma. Il joue notamment le rôle de Tarzan, de Buck Rogers, de Red Barry, de Billy the Kid, et de Flash Gordon. Après une brillante carrière où il est successivement sous contrat avec la Paramount et la Producers Releasing Corporation (P.R.C.), Buster Crabbe se dirige vers la télévision, et y tient, durant deux saisons consécutives (1955-56 et 1956-57), le rôle du capitaine Gallant dans la série Captain Gallant of the Foreign Legion.

## Palmarès

### Jeux olympiques
- Jeux olympiques de 1928 à Amsterdam (Pays-Bas) :
  -  Médaille de bronze du 1 500 m nage libre.
- Jeux olympiques de 1932 à Los Angeles (États-Unis) :
  -  Médaille d'or du 400 m nage libre.

## Filmographie sélective

### Cinéma

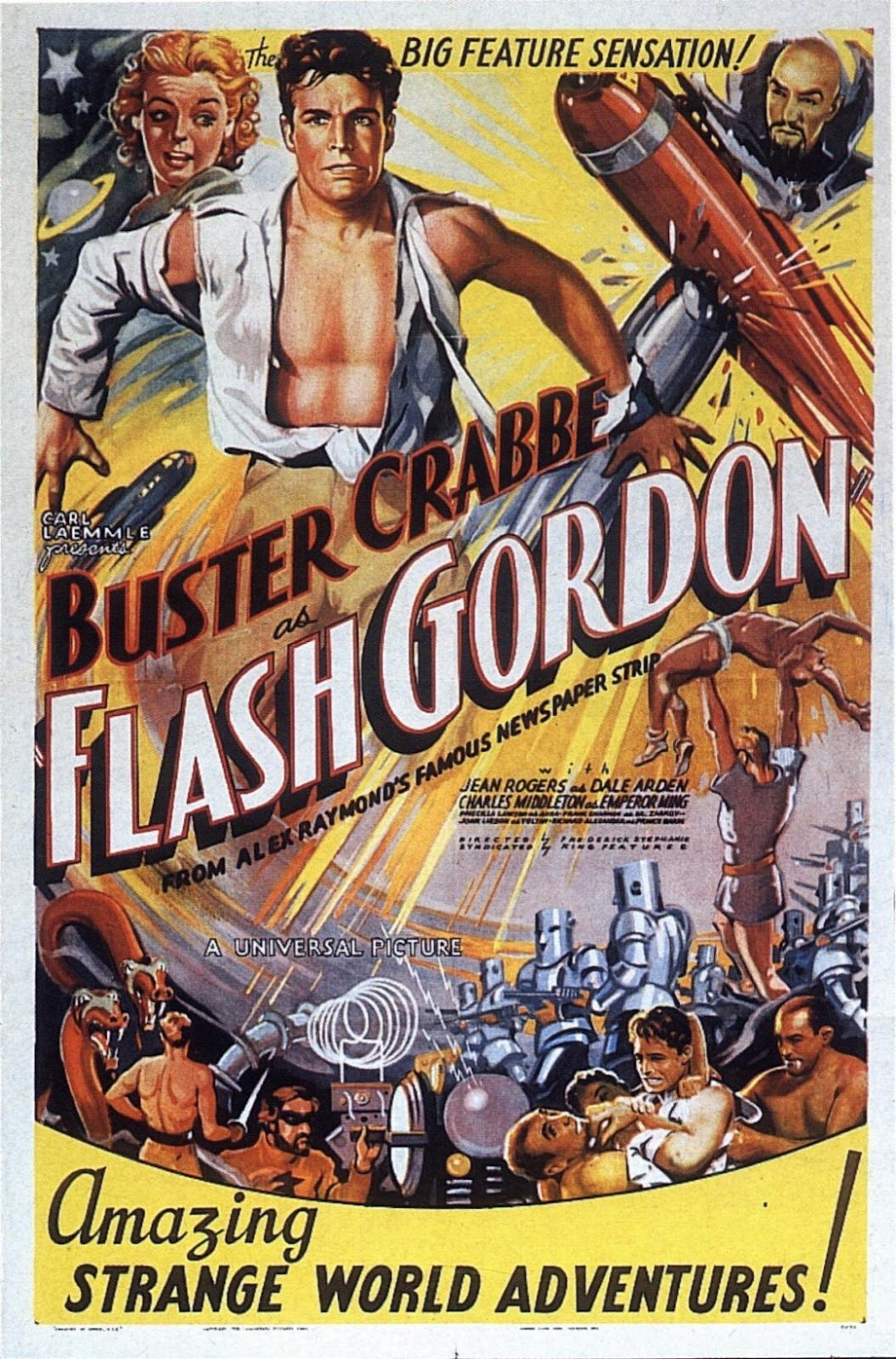
Dans Flash Gordon (1936)

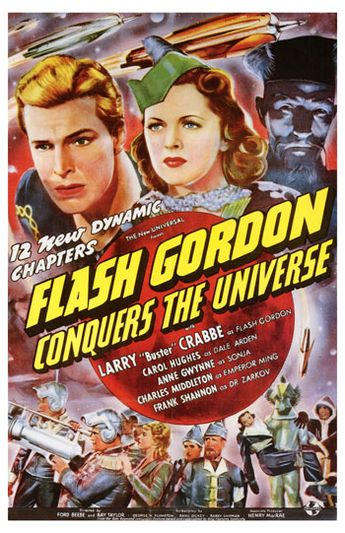
Dans Flash Gordon à la conquête de l'univers (1940)

- 1930 : Bonnes Nouvelles (Good News) de Nick Grinde
- 1932 : Les Chasses du comte Zaroff (The Most Dangerous Game) d'Ernest B. Schoedsack et Irving Pichel
- 1933 : Les Gaietés du collège (The Sweetheart of Sigma Chi) d'Edwin L. Marin
- 1933 : La Ruée fantastique (Thundering Herd) de Henry Hathaway
- 1933 : Kaspa, fils de la brousse (King of the Jungle) de H. Bruce Humberstone et Max Marcin
- 1933 : Tarzan l'intrépide (Tarzan the Fearless) de Robert F. Hill
- 1933 : Les Hommes de la forêt (Man of the Forest) de Henry Hathaway
- 1933 : Jusqu'au dernier homme (To the Last Man) de Henry Hathaway
- 1934 : L'École de la beauté (Search for Beauty) d'Erle C. Kenton
- 1934 : Dollars et Whisky (You're Telling Me!) d'Erle C. Kenton
- 1934 : We're Rich Again (en) de William A. Seiter
- 1936 : Desert Gold de James Patrick Hogan
- 1936 : Flash Gordon de Frederick Stephani et Ray Taylor
- 1937 : La Fille de Shangaï (Daughter of Shanghai) de Robert Florey
- 1937 : Murder Goes to College de Charles Reisner
- 1937 : Sophie Lang s'évade (Sophie Lang Goes West) de Charles Reisner
- 1938 : Les Nouvelles Aventures de Flash Gordon (Flash Gordon's Trip to Mars) de Ford Beebe et Robert F. Hill
- 1938 : Red Barry (en) de Ford Beebe et Alan James
- 1939 : Buck Rogers de Ford Beebe et Saul A. Goodkind
- 1939 : Million Dollar Legs de Nick Grinde et Edward Dmytryk
- 1939 : Colorado Sunset de George Sherman
- 1940 : Poings de fer, cœur d'or (Sailor's Lady) d'Allan Dwan
- 1940 : Flash Gordon à la conquête de l'univers (Flash Gordon Conquers the Universe) de Ford Beebe et Ray Taylor
- 1941 : Jungle Man (en) de Harry L. Fraser
- 1942 : Billy the Kid Trapped (en) de Sam Newfield
- 1942 : La Sirène de la jungle (en) (Jungle Siren) de Sam Newfield
- 1942 : Sheriff of Sage Valley (en) de Sam Newfield
- 1943 : Billy le bagarreur (en) (The Kid Rides Again) de Sam Newfield
- 1944 : Nabonga le gorille (en) (Nabonga) de Sam Newfield
- 1944 : Wild Horse Phantom (en) de Sam Newfield
- 1944 : Oath of Vengeance (en) de Sam Newfield
- 1945 : His Brother's Ghost (en) de Sam Newfield
- 1946 : Gentlemen with Guns de Sam Newfield
- 1946 : Le Marais en Feu (en) (Swamp Fire) de William H. Pine
- 1946 : Outlaws of the Plains (en) de Sam Newfield
- 1947 : Le Dernier des peaux-rouges (Last of the Redmen) de George Sherman
- 1950 : Captive parmi les fauves (en) (Captive Girl) de William Berke
- 1952 : King of the Congo
- 1956 : Gun Brothers (en) de Sidney Salkow
- 1958 : Le Pays des sans-loi (en) (Badman's Country) de Fred F. Sears
- 1960 : Gunfighters of Abilene (en) d'Edward L. Cahn
- 1965 : Chasseur de primes (The Bounty Killer) de Spencer Gordon Bennet
- 1965 : Représailles en Arizona (Arizona Raiders) de William Witney
- 1980 : Alien Dead de Fred Olen Ray

### Télévision
- 1952 : The Philco Television Playhouse (série télévisée)
- 1955 : Kraft Television Theatre (en) (série télévisée)
- 1956-1957 : Captain Gallant of the Foreign Legion (en) (série télévisée)
- [1956-1960 : The Red Skelton Show (émission de variétés)
- 1979 : Buck Rogers (Buck Rogers in the 25th Century) (série télévisée)
  - Saison 1, épisode 2 : La Montagne du sorcier (Planet of the Slave Girls) de Michael Caffey
- 1981 : B.J. and the Bear (série télévisée)